# Qled

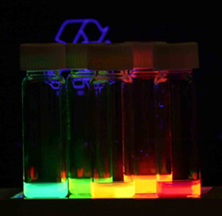
Kwantumstippen die worden bestraald met uv-licht.

Een kwantumstipdisplay, ook wel qled of quantum dot display, is een type beeldscherm met kwantumstippen dat is gebaseerd op halfgeleidernanokristallen en een alternatief bieden voor commerciële toepassingen voor schermtechnologie.
Kwantumstiptechnologie ondersteunt grote, flexibele schermen die niet mogen verslijten zoals oled-schermen. Een eerste toepassing van deze technologie was om het licht van leds te filteren voor de achtergrondverlichting van lcd-schermen. De qled-beeldschermen zijn vergelijkbaar met oled-technologie, zelfs als ze niet het volledige zwartniveau kunnen bereiken.

## Geschiedenis
De eerste kwantumstipschermen werden in 2013 door Sony op de markt gebracht onder de handelsnaam Triluminos. Sony zelf slaagde er in de daaropvolgende jaren in om deze technologie verder te verbeteren door aan deze panelen een extra videoprocessor toe te voegen. Andere fabrikanten, zoals Samsung, LG en TCL, toonden in 2015 ook qled-televisies.
De eigenschappen en prestaties van qled-schermen worden bepaald door de grootte en samenstelling van de kwantumstippen. Deze stippen, variërend in grootte van 2 tot 10 nanometer, kunnen zowel foto-actief (fotoluminescent) als elektro-actief (elektroluminescent) zijn, waardoor ze kunnen worden geïntegreerd in verschillende ontwerpen.
Schermen die zijn gemaakt met kwantumstiptechnologie onderscheiden zich door hun hoge kleurvolume, dit is de kleurdiepte wanneer de helderheid varieert.